# Tour noire (České Budějovice)
La Tour Noire (en tchèque, Černá de věž) est une célèbre tour à České Budějovice, en République tchèque. Emblème de la ville, elle a été construite au XVIe siècle et est située près du coin nord-est de la place Přemysl Otakar II, à côté de la cathédrale Saint-Nicolas à qui elle sert de clocher.